# Philothamnus punctatus
Philothamnus punctatus är en ormart som beskrevs av Peters 1867. Philothamnus punctatus ingår i släktet Philothamnus och familjen snokar. Inga underarter finns listade i Catalogue of Life.
Denna orm förekommer i östra Afrika från Somalia och Etiopien till Malawi och Moçambique. Honor lägger ägg.